# Ennio Finzi
(Ennio Finzi, 2008)
Ennio Finzi (Venezia, 16 marzo 1931 – Mestre, 19 giugno 2024) è stato un pittore italiano, considerato uno dei protagonisti della Pittura Critica e dell'Espressionismo Astratto.

## Biografia
Ennio Finzi venne considerato, non-ufficialmente, l'ultimo pittore spazialista vivente; avendo egli 16 anni nel 1947 come lui stesso poi ricordò, non poté essere iscritto al movimento pittorico dello Spazialismo come fu invece Tancredi Parmeggiani (1927 - 1964), all'epoca ventenne.
Il rapporto di amicizia e di condivisione artistica con il grande pittore Tancredi, che venne celebrato anche da importanti scritti critici e mostre, senz'altro lo indusse ad entrare nel giro di alcuni dei più grandi esponenti della pittura e della cultura degli anni Cinquanta e Sessanta come Giuseppe Capogrossi, Ettore Sottsass, Umbro Apollonio e ad operare in stretta concomitanza con i principali maestri veneziani di quel movimento, come per esempio Virgilio Guidi Riccardo Licata o Emilio Vedova, e fu sempre Tancredi che lo presentò alla grande collezionista americana Peggy Guggenheim. Per tutti gli anni Cinquanta Finzi percorse una ricerca fondamentalmente spazialista concentrata sull'uso del colore e degli effetti distonici e atonali anche interpretando le nuove correnti musicali di quegli anni dall'atonalismo schoemberghiano al "be bop" del jazz afroamericano. In effetti per Finzi la Musica ebbe una valenza fondamentale in quanto egli stesso ricordò come per lui la percezione del colore avvenisse solo al 50% attraverso la vista e per l'altro 50% con il concorso dell'udito, non avendo il colore solamente un'immagine ma anche un suono.
Dal 1960 al 1978, anche per problemi legati alla difficoltà di vendere opere spazialiste in un momento storico favorente altri tipi di ricerca egli decise di sposare completamente i principi più contemporanei della analisi scientifica e tecnologica tipica di quegli anni, non però come gli artisti del Gruppo N, i quali utilizzarono effettivamente l'elettronica e l'illuminotecnica per le loro opere, ma cercando di creare gli stessi presupposti con una Non-Pittura di tipo analitico in bianco e nero che si discostasse dai forti cromatismi precedenti, concentrandosi sull'automatismo e la combinazione dei ritmi.avvicinandosi sempre di più al Cinetismo
Dal 1978 Finzi riscoprì il colore aprendo una stagione che seguì in qualche modo quel frastornante bombardamento di immagini che nei primi Ottanta divenne predominante, tanto che dalla metà Ottanta stanco di quella intensità egli cercò poi una sorta di ritorno all'interiorità meditativa unendo al campo nero un uso del colore per riaffioramento, per emersione, si veda il ciclo del "Nero-Acromatico" poi "Neroiride" fortemente ispirati dalla musica di Luigi Nono che lo condussero poi nei Novanta alle serie di "Grammaticando" e poi "Flipper" in cui cercò di organizzare un linguaggio pittorico codificato per segni e operazioni contrastanti.
Ennio Finzi comunque cercò continuamente nel corso degli anni un modo per esprimere l'essenza stessa dell'"idea", della sensazione usando il medium pittorico come strumento e non volendo aprioristicamente costruire uno stile riconoscibile in quanto pittura per la pittura.
Il considerare l'intero svolgimento del suo lavoro negli anni, con le sue incongruenze e contraddizioni, intravedendo un filo conduttore sotterraneo, piuttosto che la lettura di ogni singolo momento pittorico come a sé stante fu quindi la chiave di comprensione dello stile di Finzi.
Cominciò a esporre nel 1949 alla Fondazione Bevilacqua La Masa di Venezia, dove nel 1956 tenne la sua prima personale, fondazione che nel 1980 gli dedicò poi anche un'antologica.
Partecipò nel 1959 e nel 1999 alla VIII e XIII Quadriennale di Roma e nel 1986 alla XLII Biennale d'Arte di Venezia.
Visse e lavorò a Venezia-Mestre dove insegnò all'Accademia di Venezia. Morì in casa sua a Mestre il 19 giugno 2024 all'età di 93 anni. 

## Mostre principali
Particolarmente degne di nota furono, oltre alla mostra antologica del 1980 alla Bevilacqua La Masa (Venezia), l'esposizione alla Galleria d'Arte Moderna e Contemporanea di Palazzo Forti (Verona) e quella alla Galleria d'Arte Moderna Palazzo dei Diamanti (Ferrara). Nel corso del 2002 fu allestita a Roma e Spoleto una grande retrospettiva dal titolo: Ennio Finzi, Venezia e le avanguardie nel dopoguerra. Da ricordare l'esposizione nel 2005 a Urbino nelle sale del Palazzo Ducale e l'antologica a Villa Contarini di Piazzola sul Brenta nel 2011.
Dal 17 maggio al 6 ottobre 2024 si tenne l'importante esposizione di omaggio a Ennio Finzi a Venezia, presso Ca' Pesaro – Galleria Internazionale d'Arte Moderna, a cura di Elisabetta Barisoni e Michele Beraldo.

## Musei
Tra le sue opere una venne esposta nella "collezione civica d'arte contemporanea/ Museo Sella" a Sella di Lodrignano in provincia di Parma; sue opere entrarono poi a far parte della Collezione Ghiotto donata di recente alla civica pinacoteca di Palazzo Chiericati a Vicenza, e un'altra sua opera fu conservata presso il Museo Arte Contemporanea Umbro Apollonio a San Martino di Lupari.